# 덧줄

덧줄은 오선 위아래에 붙이는 줄로, 오선에 나타낼 수 없는 음을 표시할 때 쓰이는 것이다.

## 읽기
예를 들어, (높은음자리 기준)가온 도는 오선 밑에 덧줄을 하나 그리고 거기에 걸치는 음표를 하나 그리면 된다. 읽을 때는 '아래 첫째 줄'이라고 읽는다.